# Сърчали
Сърчали или Сърчалия (на гръцки: Σπουργίτης или Σπουργίτης, Спургитис, до 1928 Σερτσελή, Серцели) е село в Егейска Македония, Гърция, дем Кукуш (Килкис) на административна област Централна Македония.

## География
Селото е разположено североизточно от град Кукуш (Килкис) в подножието на планината Карадаг (Мавровуни).

## История

### В Османската империя
През XIX век Сърчали е село в казата Аврет Хисар (Кукуш) на Османската империя. В „Етнография на вилаетите Адрианопол, Монастир и Салоника“, издадена в Константинопол в 1878 година и отразяваща статистиката на населението от 1873 година, Серчилия (Sertchilya) е посочено като селище в Аврет Хисарската каза с 23 домакинства и 38 жители мюсюлмани. Според статистиката на Васил Кънчов („Македония. Етнография и статистика“) в 1900 година селото има 66 жители, всички турци.

### В Гърция
След Междусъюзническата война селото попада в Гърция. Населението му се изселва и на негово място са настанени гърци бежанци. В 1928 година името на селото е променено на Спургитис. В 1928 година селото е изцяло бежанско с 30 семейства и 109 жители бежанци.